# Městský dům Tomáše a Barbary Svanovských (Opava)
Městský dům Tomáše a Barbary Svanovských je činžovní dům v Holubí ulici čp. 2 ve slezské Opavě. Vystavěn byl roku 1903. Od 3. května 1958 je objekt památkově chráněn.

## Historie a popis
Dům stojí na původní středověké obdélné parcele, o které jsou vedeny zmínky ze 17. století. Roku 1903 byl vystavěn nový nájemní dům se zdobeným, trojosým průčelím do Masarykovy třídy a pultovou střechou, jehož vchod je vyústěn do Holubí ulice. Výzdoba objektu kombinuje secesi s historizujícími prvky a naturalistickými rozvilinami. Přízemní prostory jsou určeny pro komerční účely, nad nimiž se ve dvou patrech, přístupných po podkovovitém schodišti, nacházejí oddělené bytové jednotky. Dům byl během druhé světové války poškozen, a proto byla dodatečně pozměněna jeho dispozice.